# Umbilicariales
Umbilicariales é uma ordem de fungos da classe Lecanoromycetes. Trata-se de um táxon monotípico, contendo uma única família, Umbilicariaceae.